# Maigret, Lognon und die Gangster
Maigret, Lognon und die Gangster (französisch: Maigret, Lognon et les gangsters) ist ein Kriminalroman des belgischen Schriftstellers Georges Simenon. Er ist der 39. Roman einer Reihe von insgesamt 75 Romanen und 28 Erzählungen um den Kriminalkommissar Maigret und entstand vom 1. bis 8. Oktober 1951 in Lakeville, Connecticut. Die Buchausgabe erschien im Februar des Folgejahres im Pariser Verlag Presses de la Cité, während die Zeitschrift La Revue des Deux Mondes den Roman unter dem Titel Maigret et les gangsters in 5 Folgen vom 15. März bis 15. Mai 1952 abdruckte. Die erste deutsche Übersetzung von Hermann Schreiber veröffentlichte 1954 Kiepenheuer & Witsch unter dem Titel Maigret und die Gangster. Im Jahr 1981 gab der Diogenes Verlag die Neuübersetzung Maigret, Lognon und die Gangster von Wolfram Schäfer heraus.
Ausgerechnet der unglückliche Inspektor Lognon alias „Inspektor Griesgram“ (den Simenon mit der 1946 entstandenen gleichnamigen Maigret-Erzählung eingeführt hatte) stolpert bei seinen Ermittlungen zufällig über eine Bande amerikanischer Gangster, die seither ganz ungeniert in seiner Wohnung aus und ein gehen. Als Kommissar Maigret die Ermittlungen übernimmt, erhält er von allen Seiten Warnungen, sich nicht mit Profikillern anzulegen, denen er mit seinen amateurhaften Methoden nicht gewachsen sei. Doch gerade diese Warnungen sind es, die den Ehrgeiz des Kommissars erst richtig anstacheln.

## Inhalt

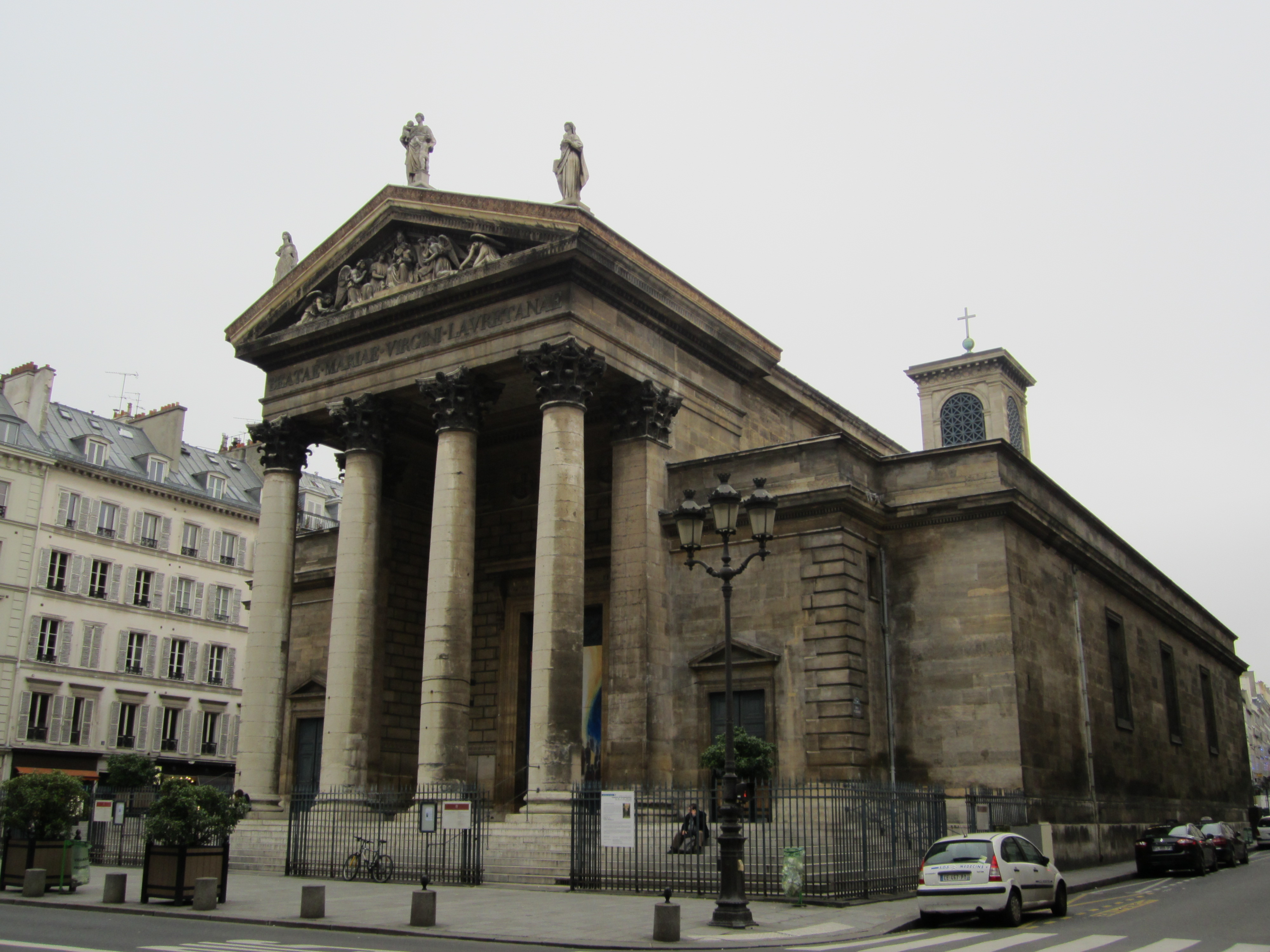
Notre-Dame-de-Lorette in Paris

Es ist Donnerstag, der 19. November, und über Paris geht ein kalter, vorwinterlicher Regen nieder. Madame Lognon, die stets kränkelnde und unleidliche Ehefrau Inspektor Lognons, der aufgrund seines demonstrativ zur Schau getragenen Unglücks allgemein nur als „Inspektor Griesgram“ bekannt ist, ruft am Quai des Orfèvres an. Seit zwei Tagen war ihr Mann nicht mehr zu Hause; dafür ist in der Nacht bereits zum zweiten Mal eine Bande amerikanischer Gangster in ihre Wohnung eingedrungen und hat diese durchsucht, ohne sich um ihre Anwesenheit zu kümmern.
Als Kommissar Maigret Lognon in sein Büro zitiert, gesteht der Inspektor kleinlaut ein, sich in der Hoffnung auf die Aufklärung eines großen Falles wieder einmal Extratouren geleistet zu haben. Vor zwei Tagen wurde er bei einer Überwachung an der Notre-Dame-de-Lorette zufällig Zeuge, wie ein lebloser Mann aus einem Auto auf den Bordstein geworfen wurde. Er verließ den Tatort, um eine Polizeistreife zu alarmieren, doch als er zurückkehrte, war der vermeintlich Tote verschwunden. Ohne seine Kollegen zu informieren, ermittelte Lognon den Halter des Wagens, einen amerikanischen Betrüger namens Bill Larner, der seit einigen Jahren in Paris lebt. Doch seine Nachforschungen blieben nicht unbemerkt; mehrere Gangster durchsuchten seine Wohnung nach der Leiche, woraufhin sich Lognon in einer Pension versteckt hielt.
Durch einen Anruf bei Jimmy MacDonald, der rechten Hand des FBI-Direktors J. Edgar Hoover in Washington, den der französische Kommissar von seiner Studienreise durch die USA kennt, erfährt Maigret die Identität der beiden Verbrecher: Der ehemalige Profiboxer Charlie Cinaglia ist ein berüchtigter Killer und Tony Cicero sein Komplize und Wortführer. Beide haben sich erst vor wenigen Tagen aus St. Louis eingeschifft und suchen in Paris nach einem weiteren amerikanischen Gangster namens „Sloppy Joe“ Mascarelli, der in der französischen Metropole untergetaucht ist. Dazu bedienen sie sich ihres Landsmannes Larner, der gemessen an den beiden Killern nur ein kleiner Fisch ist. Nicht nur MacDonald, auch die befragten italienischstämmigen Barkeeper Pozzo und Luigi geben Maigret zu verstehen, er solle sich nicht mit amerikanischen Gangstern anlegen, die eine Nummer zu groß für den französischen Kommissar seien. Dies weckt in Maigrets erst den Ehrgeiz, seinen Kollegen aus Übersee zu beweisen, dass auch die Methoden der französischen Polizei nicht zu verachten sind.

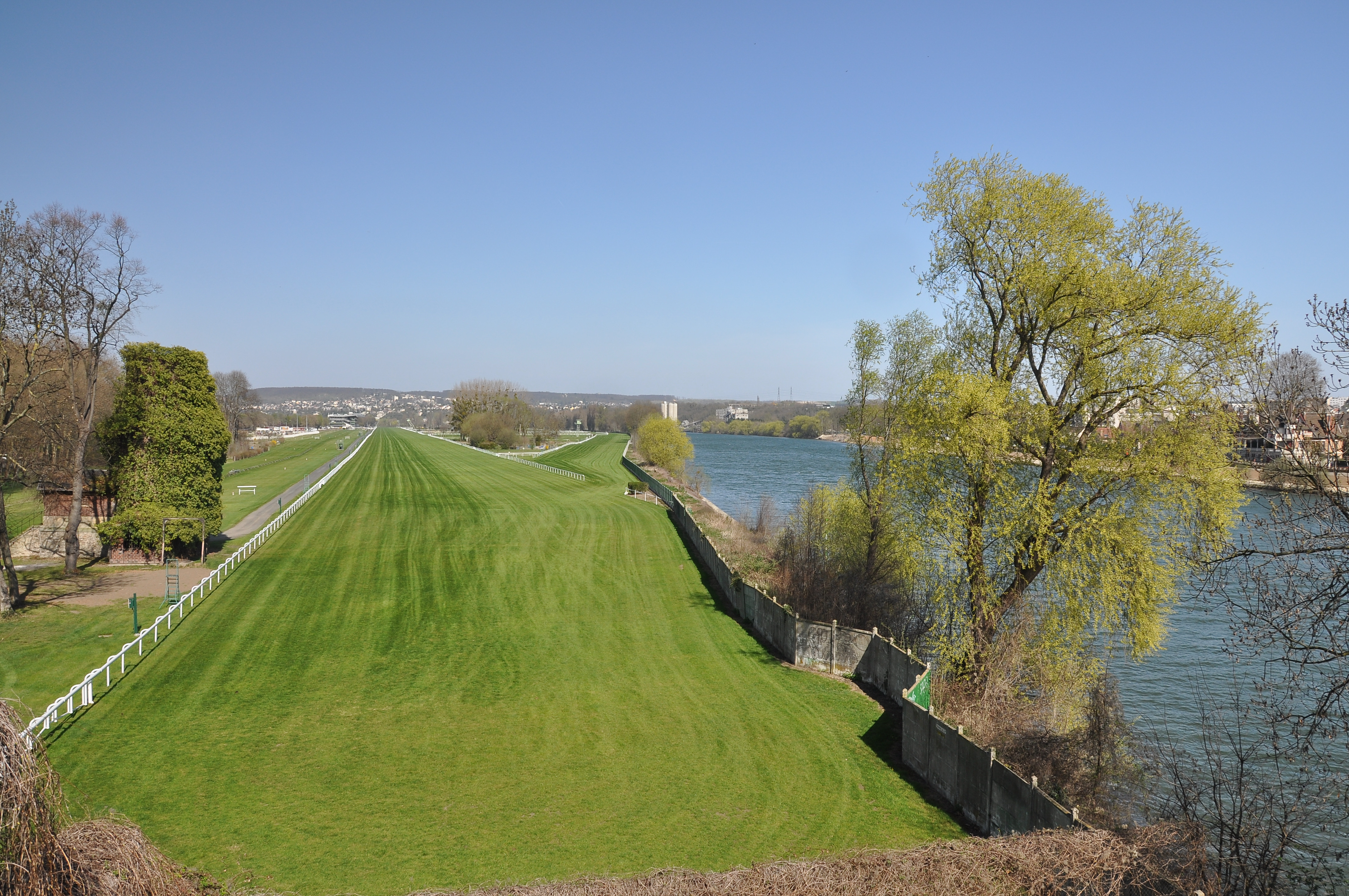
Pferderennbahn in Maisons-Laffitte

Mehrfach erhalten Maigrets Inspektoren im Laufe der Ermittlungen den Beweis für die Härte der amerikanischen Gangster: Der unglückliche Lognon lässt sich bei einer Observation entführen und brutal zusammenschlagen, und Inspektor Nicolas wird bei einer versuchten Festnahme durch einen Bauchschuss niedergestreckt. Schließlich führt der „Baron“, ein Insider des Wettmilieus im Dienste der Polizei, den Kommissar auf die Spur der Verbrecher, die sich in einer amerikanischen Herberge nahe der Pferderennbahn von Maisons-Laffitte versteckt halten. Gemeinsam mit seinen Inspektoren Torrence und Lucas überwältigt Maigret Cinaglia und Cicero. Larner hatte sich schon zuvor dem Einfluss seiner beiden Landsleute entzogen.
Ein weiterer Amerikaner namens Harry Pills, der sich während des ganzen Falles im Hintergrund gehalten hat, erweist sich am Ende als Assistent des District Attorneys aus St. Louis. Er ist der Mann, der den schwer verletzten Mascarelli vor der Notre-Dame-de-Lorette aufgelesen hat, den Cinaglia und Cicero im Auftrag einer amerikanischen Gangsterbande ausschalten sollten, um seine Aussage als Kronzeuge in einem anstehenden Prozess zu verhindern. Seither pflegt er den wichtigen Zeugen, bis dieser zur Rückreise fähig ist, und versteckt ihn vor dem Zugriff der französischen Behörden. Maigret ist wütend, dass amerikanische Gangster wie Polizisten ganz ungehemmt ihre Rechnungen auf fremdem Boden begleichen. Doch bei einem Drink lernt er Pills näher kennen, und am Ende duzen sich die beiden so unterschiedlichen Ermittler. Als Maigret sich mit einer beginnenden Erkältung ins Bett legt, tut er dies im Bewusstsein, es seinen amerikanischen Kollegen gezeigt zu haben.

## Hintergrund
Anfang der 1950er Jahre steckte Georges Simenon mitten in einer seiner produktivsten Phasen als Schriftsteller. Nach seiner Übersiedlung in die USA im Anschluss an den Zweiten Weltkrieg hatte er sich in Lakeville, Connecticut, niedergelassen, wo jährlich zwischen fünf und sechs Bücher, abwechselnd Maigret- und Non-Maigret-Romane, entstanden. Maigret, Lognon und die Gangster war der dritte Maigret-Roman, in dem Simenon seine eigene Lebenswirklichkeit in der neuen Welt mit dem Umfeld seines berühmten Pariser Kommissars im alten Europa kontrastierte.
Seine persönliche Rechnung mit der Wahlheimat USA beglich Simenon laut Murielle Wenger in drei Akten: Maigret in New York konfrontiert den Kommissar mit der US-Metropole und einer Ansammlung amerikanischer Klischees. Maigret in Arizona zeigt eine größere Tiefe des Landes, weckt in Maigret aber auch erstmals einen Fluchtimpuls. Maigret, Lognon und die Gangster lässt den Kommissar schließlich über seine Kollegen aus Übersee triumphieren. Dieses Mal ist es nicht Maigret, der nach Amerika kommt, sondern Amerika, das ihn im heimischen Paris aufsucht. Dabei schlägt der Nachname des amerikanischen Staatsanwaltes die Brücke zu einem bekannten französischen Sänger der damaligen Zeit: Jacques Pills.

## Interpretation
Maigret, Lognon und die Gangster zeigt ein seltenes Sujet im Korpus der Maigret-Reihe, das der Bandenkriminalität. Organisierte gewalttätige Kriminelle, die hemmungslos von ihren Schusswaffen Gebrauch machen, findet man nur in wenigen von Simenons Romanen, etwa in Maigret und sein Toter. Laut Murielle Wenger bedient sich Simenon zahlreicher Versatzstücke amerikanischer Gangsterfilme, von den Beschreibungen der Killer, den Slangausdrücken, den Untersuchungen in Bars bis zur aufregenden Festnahme in einem abgelegenen Gasthof. Sogar der üblicherweise verständnisvolle Maigret übernimmt die „harten Methoden“ seiner Gegner und steckt seinen Revolver ein, als es zum finalen Showdown kommt. Dabei gerät er derart in Rage, dass er sich selbst vergisst und einen der Killer misshandelt. Laut Stanley G. Eskin steht der gewalttätige Schluss in bester „hard-boiled“-Tradition.
Maigret nimmt den Fall persönlich, als er spürt, dass man auf ihn herabsieht und seine Gegner eine Nummer zu groß für den französischen Kommissar wähnt. Dabei weist Tilman Spreckelsen darauf hin, dass die beständig einschüchternd als „Killer“ bezeichneten Verbrecher in Wahrheit gerade keinen Mord begehen. Der Fall allerdings bringt Maigret physisch und psychisch an seine Grenzen. Besonders verstört den Kommissar das hemmungslose Agieren der amerikanischen Gangster in Paris, als befänden sie sich in ihrem eigenen Hinterhof. Beinahe scheint Maigret die Herrschaft über sein vertrautes Milieu zu verlieren, doch im Kampf zweier Welten ist er es, der über die eindringenden Amerikaner triumphiert. Gerade seine Fähigkeit, sich in die Haut seiner Gegner zu versetzen, ermöglicht es ihm, deren Methoden adaptieren. Am Ende hat er „die Ehre der französischen Polizei“ gerettet, und Tilman Spreckelsen fragt sich, ob der belgische Autor im fremden Amerika nicht manchmal ganz ähnlich fühlte wie sein Kommissar.
Immer wieder kontrastiert der Roman laut Murielle Wenger harte und komische Elemente. Dies gilt für den Auftritt Madame Lognons zu Beginn des Romans ebenso wie für den betrunkenen „Baron“ am Ende, dem Maigret die dramatischen Geschehnisse des Vorabends mühsam entlocken muss. In erster Linie ist es jedoch „Inspektor Griesgram“, der für die tragikomische Note sorgt. Sogar beim Anblick des bandagierten und malträtierten Lognons kann sich Maigret ein Lächeln nicht verbeißen. Der Kommissar erkennt, dass der Inspektor, der in der Maigret-Reihe unregelmäßig wiederkehrende Auftritte hat, seinen Spitznamen „Griesgram“ wie eine Maske vor sich herträgt, die er für sein Selbstbild benötigt: „Es verlangte ihn danach, zu lamentieren und zu knurren und sich als der unglücklichste Mensch der Welt zu fühlen.“ Laut Josef Quack ist Lognon eine Verkörperung jener Schicksalsgläubigkeit, die Simenon in seinen Romanen immer wieder vorführt. Er stehe typologisch „für alle, die ihr Unglücklichsein selbst wählen.“

## Rezeption
Publishers Weekly sah in Maigret, Lognon und die Gangster den „gefürchteten Maigret“ durch ein internationales Verbrechersyndikat herausgefordert, das in Montmartre operiert. Marine de Tilly las in Le Point einen „wirklich guten Maigret nach allen Regeln der Kunst“. Die ersten hundert Seiten seien „exzellent“, die Ermittlung „einfach und effektiv“, das Personal „stark“ und die Atmosphäre „klassisch“, wobei der Teufel auf jeder Seite spürbar sei. Für Kirkus Review nagte hingegen der Zahn der Zeit am Roman. Die Handlung sei gemessen an Simenonschen Standards „seicht“, und trotz einiger komödiantischer Einlagen wie Lognons Ungeschicklichkeit und Maigrets Verachtung für „amerikanische Macho-Posen“ handle es sich um einen „unbedeutenden, drittklassigen Maigret“.
Für die Literaturzeitschrift Welt und Wort war Maigret, Lognon und die Gangster ebenso wie Madame Maigrets Freundin „sauber und spannend erzählt“. Besonders hervorgehoben wurden „die mit knappen Mitteln erzielte Verlebendigung eines typisch französischen Milieus“ und die Kunst, „das individuell Menschliche in den Vordergrund zu rücken“. Hans Reimann urteilte: „Maigret wie immer, läßt die Dinge an sich herankommen. Trinkt Bier und raucht Pfeife.“ Der Roman sei „wenig Lärm um fast nichts. […] Lendenlahm!“
Die Romanvorlage wurde dreimal verfilmt. 1963 spielte Jean Gabin die Hauptrolle im französischen Kinofilm Maigret voit rouge (deutsch: Kommissar Maigret sieht rot) unter der Regie von Gilles Grangier. Daneben entstanden nach Simenons Roman zwei Folgen der Fernsehserien Maigret mit Rupert Davies (Großbritannien, 1961) und Les Enquêtes du commissaire Maigret mit Jean Richard (Frankreich, 1977).

## Ausgaben
- Georges Simenon: Maigret, Lognon et les gangsters. Presses de la Cité, Paris 1952 (Erstausgabe).
- Georges Simenon: Maigret und die Gangster. Übersetzung: Hermann Schreiber. Kiepenheuer & Witsch, Köln 1954.
- Georges Simenon: Maigret und die Gangster. Übersetzung: Hermann Schreiber. Heyne, München 1966.
- Georges Simenon: Maigret, Lognon und die Gangster. Übersetzung: Wolfram Schäfer. Diogenes, Zürich 1981, ISBN 3-257-20812-X.
- Georges Simenon: Maigret, Lognon und die Gangster. Sämtliche Maigret-Romane in 75 Bänden, Band 39. Übersetzung: Wolfram Schäfer. Diogenes, Zürich 2009, ISBN 978-3-257-23839-6.